# 如此包装
《如此包装》是赵丽蓉、巩汉林等人在1995年中国中央电视台春节联欢晚会上表演的喜剧小品，荣获当年央视春晚观众最喜爱的节目小品类一等奖。小品讲述了著名评剧表演艺术家赵丽蓉在拍摄新潮评剧MTV时啼笑皆非的故事。

## 参与人员
由二群执导，石林、沈永年创作，赵丽蓉饰演自己，巩汉林饰演娱乐包装公司总监，孟薇饰演秘书。
这是赵丽蓉、巩汉林第二次在央视春晚上合作，也是赵丽蓉、石林第三次在央视春晚上合作。:204,207-216
后来的央视主持人朱军（当时是兰州军区战斗歌舞团文艺兵）的妻子谭梅（当时是某文工团文艺兵）是小品中伴舞演员之一。

## 剧情
著名评剧表演艺术家赵丽蓉受邀来到一家娱乐公司接受包装，拍摄评剧经典剧目《花为媒》中的《报花名》唱段MTV。打扮时髦，留着马尾辫的男总监为赵丽蓉开出了优厚的报酬并给她取了“玛丽姬丝”（谐音“麻辣鸡丝”）的艺名，但要求她签订合同，如果表演效果不好就要扣掉一部分报酬，如果违约就要支付违约金。总监教赵丽蓉说新潮的词语，挑选了合适的演出服，要求她用流行歌曲的方式演绎评剧，但赵丽蓉改不了说了一辈子的唐山口音和唱了一辈子的戏腔。失去耐心的总监索性直接拉上了灯光、烟雾、音响和伴舞，赵丽蓉在舞蹈演员的包围下用舞蹈+rap的方式“说”出来了《报花名》的唱段。看完表演的总监十分满意，赵丽蓉却怒斥他“把好玩意儿都给糟蹋了”并要起身离去。恼羞成怒的总监拿出合同威胁赵丽蓉要上法院，打开合同发现她签的居然是“麻辣鸡丝”。赵丽蓉拂袖而去，总监和秘书欲哭无泪。

## 流行语
- ——（招手）嗨！——（招手）嗨！——（耸肩）嗯哼！——（耸肩）嗯哼！——（港普）先僧（生），你的小辫子好好漂亮！……——奏（就）是不让人好好说话！
- 春季里开花十四五六，六月六啊看谷秀啊春打六九头。啊就这么说，啊就这么说。春季里开花十四五六，六月六看谷秀啊春打六九头，这么包装简直太难受，我张不开嘴儿，我跟不上遛，你说难受不难受，你说难受不难受？

## 评价
小品表现了改革开放时期传统文化和外来文化激烈碰撞的现状，也讽刺批判了某些所谓“包装”不尊重艺术，只追求商业利益的作法。

## 轶事
- 1995年春晚开始准备前，巩汉林刚好接到了辽宁广播电视台电视剧《而立之年》的邀请，他十分喜爱这个剧本，本想因此放弃春晚，也得到了赵丽蓉的支持。但《而立之年》剧组吃过开机饭以后，导演王小康突发腰椎间盘突出，必须卧床养病，拍摄被迫延期。央视导演组得到消息后立刻联系了巩汉林，沈永年和石林用当时很流行的“包装”为主题创作了这个小品[3][4]。
- 舞蹈结束时，赵丽蓉跪倒在地的动作并非有意设计，而是年轻时在戏班落下的腿伤发作导致的[5]。
- 扮演总监女秘书的孟薇在小品中的台词很少，之后再未上过春晚，后来赵丽蓉和巩汉林的小品中的女二号多由巩汉林的妻子金珠饰演。
- 说唱音乐在当时的中国大陆属于新鲜事物，《如此包装》刚好在解晓东的歌曲《今儿个高兴》之后，这首歌曲同样有大段的说唱。新潮的说唱音乐由27岁的新生代歌手解晓东和年过花甲的老艺术家赵丽蓉分别呈现，成为中国大陆观众较早接触的rap。